# Bezirksgericht Freiberg
Das Bezirksgericht Freiberg war von 1855 bis 1879 ein Gericht im Königreich Sachsen mit Sitz in Freiberg.

## Geschichte
Mit dem Gesetz, die künftige Einrichtung der Behörden erster Instanz für Rechtspflege und Verwaltung betreffend wurden die Eingangsgerichte neu geordnet. Die Patrimonialgerichte wurden endgültig aufgelöst, Verwaltung und Rechtsprechung getrennt. Die Details der Verwaltungsreform regelten das sächsische Gerichtsverfassungsgesetz vom 11. August 1855 und die Verordnung über die Bildung der Gerichtsbezirke vom 2. September 1856.
Eingangsgerichte waren nur die Gerichtsämter und Bezirksgerichte. Als mittlere Instanz wurden vier Appellationsgerichte eingerichtet. Oberste Instanz war das Oberappellationsgericht Dresden.
Das Bezirksgericht Freiberg war dem Appellationsgericht Dresden nachgeordnet. Das Bezirksgericht war Gerichtsamt für die Stadt Freiberg. Daneben waren ihm folgende Gerichtsämter nachgelagert: Gerichtsamt Freiberg, Gerichtsamt Brand, Gerichtsamt Frauenstein und Gerichtsamt Sayda.
Das Gesetz über die Bestimmung zur Ausführung des Gerichtsverfassungsgesetzes vom 27. Januar 1877 [...] von 1879 hob das Bezirksgericht Freiberg und seine Gerichtsämter auf. An deren Stelle wurden Amtsgerichte gebildet. Dies waren Amtsgericht Freiberg, Amtsgericht Brand, Amtsgericht Frauenstein und Amtsgericht Sayda.